# Marion Maria Ruisinger
Marion Maria Ruisinger (* 1963 in Münchberg) ist eine deutsche Medizinerin, Medizinhistorikerin und Museumsdirektorin.

## Leben und Wirken
Marion Maria Ruisinger studierte von 1982 bis 1989 Anglistik, Islamwissenschaft, Buch- und Bibliothekskunde und Humanmedizin an der Friedrich-Alexander-Universität Erlangen-Nürnberg. Anschließend absolvierte sie bis 1994 mit Stipendien der Erika-Giehrl-Stiftung und des Deutschen Akademischen Austauschdienstes ein Promotionsstudium auf dem Gebiet der Humanmedizin.
1996 wurde sie an der Universität Erlangen-Nürnberg mit einer Arbeit über das griechische Gesundheitswesen unter König Otto promoviert und erhielt 1997 den Promotionspreis der Medizinischen Fakultät der Universität. Anschließend war sie Wissenschaftliche Assistentin am Institut für Geschichte und Ethik der Medizin der Universität Erlangen-Nürnberg und gleichzeitig (bis 2000) Dozentin für Innere Medizin an der staatlichen Berufsschule für Krankenpflege der Universität. 2001 schloss sie ihre Facharztausbildung für Allgemeinmedizin und Naturheilverfahren ab. 2005 habilitierte sie sich für das Fach Geschichte der Medizin mit einer Arbeit über Lorenz Heister. 2006 erhielt die den Habilitationspreis der Medizinischen Fakultät (Thiersch-Preis). Im selben Jahr wurde sie Beauftragte der Hochschulleitung für die Sammlungen der Universität.
2008 wurde sie als Nachfolgerin von Christa Habrich Direktorin des Deutschen Medizinhistorischen Museums in Ingolstadt und wurde als erste hauptamtliche Direktorin bestellt. Sie war 2. Vorsitzende der Gesellschaft der Freunde und Förderer des Deutschen Medizinhistorischen Museums Ingolstadt. Seit 2009 ist sie Mitglied im Vorstand der Deutschen Gesellschaft für Geschichte der Medizin, Naturwissenschaft und Technik.

## Auszeichnungen
- 1997: Promotionspreis der Medizinischen Fakultät der Universität Erlangen-Nürnberg
- 2006: Habilitationspreis der Medizinischen Fakultät der Universität Erlangen-Nürnberg (Thiersch-Preis)

## Schriften
- Das griechische Gesundheitswesen unter König Otto (1833–1862). Dissertation. Universität Erlangen-Nürnberg 1996. Lang, Frankfurt am Main u. a. 1997, ISBN 3-631-31826-X.
- Patientenwege. Die Konsiliarkorrespondenz Lorenz Heisters (1683–1758) in der Trew-Sammlung Erlangen [Medizinische Habilitationsschrift Erlangen-Nürnberg 2005]. Steiner, Stuttgart 2008 (= Medizin, Gesellschaft und Geschichte. Jahrbuch des Instituts für Geschichte der Medizin der Robert Bosch Stiftung. Beiheft 28), ISBN 978-3-515-08806-0.
- Der flüssige Kristall. Anatomische Forschung und therapeutische Praxis bei Lorenz Heister am Beispiel des Starleidens. In: Jürgen Helm, Karin Stukenbrock (Hrsg.): Anatomie. Sektionen einer medizinischen Wissenschaft im 18. Jahrhundert. Steiner Wiesbaden, Sitz Stuttgart 2003, ISBN 3-515-08107-0, S. 101–125 (eingeschränkte Vorschau in der Google-Buchsuche).
- Heilen mit dem Messer. Chirurgische Patienten aus der Konsiliarkorrespondenz Lorenz Heisters. In: Würzburger medizinhistorische Mitteilungen. Band 25, 2006, S. 63–73.

als Herausgeberin:
- mit Udo Andraschke, Thomas Engelhardt: Ausgepackt. Die Sammlungen der Universität Erlangen-Nürnberg. Dokumentation zur Ausstellung, 20. Mai bis 29. Juli 2007. Stadtmuseum Erlangen. Erlangen 2008, ISBN 978-3-930035-12-0.
- Homöopathie. 200 Jahre Organon. 13. Mai bis 17. Oktober 2010. Deutsches Medizinhistorisches Museum, Ingolstadt 2010.
- Die Hand des Hutmachers. Kataloge des Deutschen Medizinhistorischen Museums Ingolstadt, Heft Nr. 40. Ingolstadt 2014.
- mit Simone Schimpf: Surfaces. Adolf Fleischmann – Grenzgänger zwischen Kunst und Medizin. 25. Oktober 2015 bis 28. Februar 2016 im Museum für Konkrete Kunst. Kerber, Bielefeld/Berlin 2015, ISBN 978-3-7356-0115-5.